# Farmington (Wirginia Zachodnia)
Farmington – miasto w Stanach Zjednoczonych, w stanie Wirginia Zachodnia, w hrabstwie Marion.